# Llebeig
El llebeig o garbí és el vent càlid de component sud-oest. A les Illes Balears i al País Valencià s'anomena llebeig —exceptuant a Alacant, on se'l coneix com a garbinet—, mentre que més al nord se'n diu garbí; és, per exemple, el cas de Barcelona, on és molt freqüent durant l'estiu, i on arriba menys polsós que en indrets més meridionals. I és que, donat el seu origen, aquest vent porta sorra i pols molt fina en suspensió, procedents del desert del Sàhara.
El llebeig es produeix a conseqüència del moviment de borrasques a la Mediterrània sud d'Oest a Est. Aquest desplaçament provoca el moviment de masses d'aire tropical, càlides, seques i amb molta pols portada del Sàhara fins al sud-est de la península Ibèrica.
Normalment el llebeig és anticipat per la calima (boira càlida) que apareix a l'horitzó cap al Sud. El color característic de la calima és provocat per la gran quantitat de pols africana que duu.
L'aparició d'aquest vent anuncia l'arribada de la depressió que l'origina i que moltes vegades ve acompanyat de pluges fortes.
Vents de característiques semblants al llebeig prenen diferents noms a altres llocs de la Mediterrània com ara xaloc (nom d'origen italià, encara que bufa en direcció diferent al llebeig (sud-est), jamdino (al Marroc), qibli, Marin (a França), jugo (a Croàcia), etc.
I fins i tot, paradoxalment, pot denominar-se llebeig el vent de sud-est, (zona més occidental de l'Alt Vinalopó).
L'origen del nom garbí podria ser la paraula àrab الغرب pronunciat algarbu, que vol dir oest.